# 노비토미실군

비엘코폴스카주 지도에 표시된 노비토미실군의 위치

노비토미실군(폴란드어: powiat nowotomyski)은 폴란드 비엘코폴스카주에 위치한 군으로 군청 소재지는 노비토미실이며 면적은 1,011.67km2, 인구는 71,817명(2006년 기준), 인구 밀도는 71명/km2이다.
북쪽으로는 미엥지후트군, 북동쪽으로는 샤모투위군, 동쪽으로는 포즈난군, 그로지스크군, 남쪽으로는 볼슈틴군, 남서쪽으로는 루부시주 지엘로나구라군, 서쪽으로는 루부시주 시비에보진군, 미엥지제치군과 접한다. 6개 지방 자치체(4개 도시형 농촌, 2개 농촌)를 관할한다.

군 문장